# Тихменево (Сахалинская область)
Тихме́нево (до 1946 года Найкава) — село в Поронайском городском округе Сахалинской области.

## Население
| 1935 | 1959  | 1970  | 1979  | 1989  | 2002 | 2010 |
| ---- | ----- | ----- | ----- | ----- | ---- | ---- |
| 2303 | ↗2427 | ↘2163 | ↘2022 | ↘1768 | ↘858 | ↘495 |
| 2013 | 2021  |       |       |       |      |      |
| ↘447 | ↘207  |       |       |       |      |      |

По переписи 2002 года население — 858 человек (451 мужчина, 407 женщин).

## Транспорт
Автомобильная дорога Гастелло — Тихменево — Леонидово.

## История
Посёлок Тихменево получил своё нынешнее название в 1946 году в честь существовавшего на дореволюционном Сахалине Тихменевского военного поста (одного из первых русских поселений острова), который в свою очередь был назван в честь начальника штаба войск Приморской области Михаила Павловича Тихменева.

## Угольная промышленность
В прошлом село Тихменево было крупным шахтёрским посёлком городского типа, в котором действовала шахта «Тихменевская», входившая в производственное объединение «Сахалинуголь». Посёлок был связан с районным центром Поронайском узкоколейной железной дорогой, которая первоначально была построена для отправки угля на строящийся тогда Поронайский цементный завод, а также для Поронайского целлюлозно-бумажного комбината и других нужд города. В 1996 году шахта «Тихменевская», как и многие другие шахты и предприятия Сахалинской области, была ликвидирована ввиду её нерентабельности. Сегодня уголь здесь по-прежнему добывается, но только открытым способом. Вблизи посёлка Тихменево функционирует участок открытых горных работ угледобывающего предприятия ООО «Сахалинуголь-7». Уголь реализуется на производственные нужды Сахалинской ГРЭС, а также населению Тихменево и других населённых пунктов.